# Lijst van voetbalinterlands Guam - Hongkong
Deze lijst van voetbalinterlands geeft een overzicht van alle officiële voetbalwedstrijden tussen de nationale teams van Guam en Hongkong. De landen hebben tot op heden negen keer tegen elkaar gespeeld. De eerste ontmoeting, een kwalificatiewedstrijd voor de Oost-Azië Cup 2003, werd gespeeld op 2 maart 2003 in Hongkong. Het laatste duel, een kwalificatiewedstrijd voor de Oost-Azië Cup 2025, vond plaats in Hongkong op 17 december 2024.

## Wedstrijden
| № | Plaats    | Datum            | Competitie                      | Wedstrijd       | Uitslag |
| - | --------- | ---------------- | ------------------------------- | --------------- | ------- |
| 1 | Hongkong  | 2 maart 2003     | Oost-Azië Cup 2003 kwalificatie | Hongkong − Guam | 11 − 0  |
| 2 | Taipei    | 7 maart 2005     | Oost-Azië Cup 2005 kwalificatie | Guam − Hongkong | 0 − 15  |
| 3 | Macau     | 21 juni 2007     | Oost-Azië Cup 2008 kwalificatie | Hongkong − Guam | 15 − 1  |
| 4 | Kaohsiung | 27 augustus 2009 | Oost-Azië Cup 2010 kwalificatie | Hongkong − Guam | 12 − 0  |
| 5 | Hongkong  | 1 december 2012  | Oost-Azië Cup 2013 kwalificatie | Hongkong − Guam | 2 − 1   |
| 6 | Taipei    | 19 november 2014 | Oost-Azië Cup 2015 kwalificatie | Hongkong − Guam | 0 − 0   |
| 7 | Hongkong  | 28 maart 2015    | Vriendschappelijk               | Hongkong − Guam | 1 − 0   |
| 8 | Hongkong  | 6 november 2016  | Oost-Azië Cup 2017 kwalificatie | Hongkong − Guam | 3 − 2   |
| 9 | Hongkong  | 17 december 2024 | Oost-Azië Cup 2025 kwalificatie | Guam − Hongkong | 0 − 5   |

## Samenvatting
| Competitie                 | Totaal gespeeld | Winst Guam | Gelijk | Winst Hongkong | Doelsaldo Guam – Hongkong |
| -------------------------- | --------------- | ---------- | ------ | -------------- | ------------------------- |
| Oost-Azië Cup-kwalificatie | 8               | 0          | 1      | 7              | 4 − 63                    |
| Vriendschappelijk          | 1               | 0          | 0      | 1              | 0 − 1                     |
| Totaal                     | 9               | 0          | 1      | 8              | 4 − 64                    |

GFA ·
Bondscoaches ·
Topscorers · 
Guamees vrouwenvoetbalelftal ·
Guam U21
Amerikaans-Samoa ·
Aruba ·
Australië ·
Bangladesh ·
Bhutan ·
Cambodja ·
China ·
Filipijnen ·
Hongkong ·
India ·
Iran ·
Laos ·
Macau ·
Malediven ·
Mongolië ·
Myanmar ·
Nieuw-Caledonië ·
Noord-Korea ·
Oman ·
Pakistan ·
Palestina ·
Salomonseilanden ·
Singapore ·
Sri Lanka ·
Syrië ·
Tadzjikistan ·
Taiwan ·
Turkmenistan ·
Vanuatu ·
Vietnam ·
Zuid-Korea
HKFA · 
Lijst van A-internationals · 
Hongkongs vrouwenelftal
1960 – 1969 ·
1970 – 1979 ·
1980 – 1989 ·
1990 – 1999 ·
2000 – 2009 ·
2010 – 2019 ·
2020 − 2029
Afghanistan ·
Argentinië ·
Australië ·
Bahrein ·
Bangladesh ·
Bhutan ·
Brazilië ·
Brunei ·
Cambodja ·
Canada ·
China ·
Colombia ·
Denemarken ·
Estland ·
Fiji ·
Filipijnen ·
Guam ·
India ·
Indonesië ·
Irak ·
Iran ·
Israël ·
Japan ·
Jemen ·
Joegoslavië ·
Jordanië ·
Koeweit ·
Kroatië ·
Laos ·
Libanon ·
Liechtenstein ·
Macau ·
Malediven ·
Maleisië ·
Marokko ·
Mauritius ·
Mongolië ·
Myanmar ·
Nepal ·
Noord-Korea ·
Noorwegen ·
Oezbekistan ·
Oman ·
Oost-Timor ·
Palestina ·
Paraguay ·
Qatar ·
Salomonseilanden ·
Saoedi-Arabië ·
Singapore ·
Sri Lanka ·
Syrië ·
Tadzjikistan ·
Taiwan ·
Thailand ·
Turkmenistan ·
Verenigde Arabische Emiraten ·
Vietnam ·
Zuid-Korea ·
Zuid-Vietnam ·
Zwitserland